# Alfred Domett
Alfred Domett, né le 20 mai 1811 à Londres et mort le 2 novembre 1887 à Londres également, est un écrivain et homme d'État britannico-néo-zélandais. Il est brièvement le quatrième premier ministre de Nouvelle-Zélande, de 1862 à 1863. S'il n'est qu'un dirigeant politique médiocre, dont les quinze mois à la tête du gouvernement sont marquées par sa volonté brutale d'accaparer des terres maori, cette période est une parenthèse dans sa carrière d'administrateur colonial, où il s'avère « excelle[nt] »,.

## Jeunesse
Issue d'un milieu aisé, il étudie un temps au St John's College de l'Université de Cambridge, mais ne termine pas ses études et quitte l'université sans diplôme. Après deux ans de voyages en Amérique du nord et aux Caraïbes, il entreprend des études de droit au Middle Temple à Londres. Il les termine avec succès en 1841, mais ne pratiquera jamais le droit. Il émigre dans la toute jeune colonie de Nouvelle-Zélande en 1842 ; elle n'a été annexée à l'Empire britannique que deux ans plus tôt. En 1856 il y épouse Mary George, enseignante ; le couple aura un fils.

## Écrivain
Il écrit de la poésie durant ses études, publiant un premier recueil en 1833 et un second en 1839. Sa vocation littéraire est ensuite interrompue par sa carrière dans le service public colonial. Durant ses années en Nouvelle-Zélande il parvient néanmoins de temps en temps à travailler sur son magnum opus, un poème épique de 14 000 vers intitulé Ranolf et Amohia : une rêverie des mers du sud, qu'il publie à Londres en 1872. L'ouvrage, dépeignant de manière lyrique un mode de vie maori pré-colonial, suscite principalement des moqueries,,. Il produit un autre recueil de poèmes en 1877, mais sa « principale contribution » au monde de la littérature est sa création de la bibliothèque du Parlement de Nouvelle-Zélande.

## Service public et politique
Arrivé en Nouvelle-Zélande, il s'engage dans l'administration publique. S'engageant également dans les affaires publiques locales dans la région de Nelson, il devient rapidement un porte-parole des colons de Nelson auprès des autorités nationales. En 1846, le gouverneur George Grey le nomme membre du Conseil législatif ; la colonie ne dispose d'un parlement avec une chambre basse élue qu'à partir de 1853. En 1848, il est nommé Secrétaire colonial pour la province de Nouvelle-Munster, ce qui signifie qu'il est à la tête de l'exécutif pour l'ensemble de l'île du Sud de Nouvelle-Zélande. À ce poste jusqu'en 1854, il y travaille efficacement.
Il se porte candidat aux élections législatives de 1855, les deuxièmes dans l'histoire du pays, et est élu député de Nelson à la toute jeune Chambre des représentants. Il y siège sans étiquette, puisqu'il n'existe pas encore de partis politiques. Il y sera réélu jusqu'en 1866, date à laquelle il est nommé à nouveau membre du Conseil législatif (la chambre haute). Nommé commissaire aux terres de la Couronne à Nelson en 1856, c'est lui qui nomme la ville de Napier, lui conférant le nom de Sir Charles Napier, commandant des forces armées britanniques en Inde. Domett fait d'ailleurs porter aux principales rues de la ville les noms de figures qu'il admire dans l'histoire coloniale indienne, puis les noms de grandes figures scientifiques ou littéraires britanniques contemporaines.
En août 1862, le premier ministre William Fox, critiqué par le Parlement pour sa gestion des conflits militaires contre des rebelles maori, est contraint de démissionner. Alfred Domett a la confiance du Parlement pour lui succéder le 6 août. Il a pour particularité d'être le premier agnostique déclaré à la tête du gouvernement. Favorable à l'achat ou à la saisie de terres maori au bénéfice des colons, il adopte une position très dure vis-à-vis des tribus qui s'opposent à la vente de leurs terres, voire à toute autorité coloniale. Estimant publiquement qu'il est plus utile de « conquérir » les Maori que de les intégrer à la société coloniale, il entre en conflit avec le gouverneur George Grey. Grey regrette l'invasion coloniale des terres maori de la région du Taranaki en 1860, et souhaite « réparer cette injustice ». Domett, à l'inverse, déclenche la Guerre du Waikato en juillet 1863, soit l'invasion du territoire du mouvement indépendantiste maori, le Kingitanga. En octobre, Domett recommande ouvertement que toutes les terres fertiles du Waikato et du Taranaki soient confisquées à leurs propriétaires maori, en punition pour leur résistance à l'autorité coloniale, et qu'elles soient vendues aux colons, les profits revenant à l'État. Cette prise de position accentue des dissensions latentes au sein du gouvernement, et en précipite la chute. Il démissionne le 30 octobre, et reprend avec une grande efficacité sa carrière dans l'administration, tout en continuant à siéger au Parlement.
Fin 1871, il retourne en Angleterre avec son épouse. Il est fait compagnon de l'ordre de Saint-Michel et Saint-Georges en 1880, et décède sept ans plus tard.